# Russula fellea
Russula fellea (Fr.) Fr., Epicrisis Systematis Mycologici (Upsaliae): 35 (1838).

## Descrizione della specie
Cappello
4-8(12) cm di diametro, da convesso a piano.
Cuticolaseparabile fino ai due terzi, di colore che va dal giallo chiaro al giallo ocra
Marginequasi biancastro.
Lamelle
Fitte, fragili, sottili, adnate o annesse, bianche con riflessi ocracei, lamellule rare.
Gambo
4-6(8) x 1-1,5 cm, sodo, fragile a maturità, biancastro, giallastro alla base, qualche volta ristretto al centro, liscio, farinoso all'apice e cavo con l'età.
Carne
Bianca, con l'età diventa color ocra, immutabile, compatta e piuttosto spessa nel cappello.
- Odore:  di frutta, che a volte ricorda quello del geranio.
- Sapore: bruciante.

Spore
7,5-9 x 6-7 µm, bianche in massa, ellissoidali, con un lieve reticolo, con verruche ottuse.

## Habitat
Specie non comune, fruttifica in estate-autunno, gregario o solitario in boschi di faggio, meno comune in boschi di conifere.

## Commestibilità
Non commestibile per il sapore bruciante.

## Etimologia
- Genere:  dal latino russula = diminutivo di russa = rossa, col significato di rosseggiante per il colore di alcune specie comuni.
- Specie: dal latino felleus = attinente al fiele, molto amaro, per il suo sapore.

## Sinonimi e binomi obsoleti
- Agaricus felleus Fr., Systema mycologicum (Lundae) 1: 57 (1821)
- Russula ochracea sensu auct.; fide Checklist of Basidiomycota of Great Britain and Ireland (2005)